# گی لوفرانت
گی لوفرانت (فرانسوی: Guy Lefrant‎؛ ۲۶ فوریه ۱۹۲۳ – ۳۱ دسامبر ۱۹۹۳) سوارکار اهل فرانسه بود.
وی در مسابقات کشوری و بین‌المللی در مجموع برندهٔ ۱ مدال نقره، ۲ مدال برنز شده‌است.